# Polymera hirticornis
Polymera hirticornis är en tvåvingeart som först beskrevs av Fabricius 1805.  Polymera hirticornis ingår i släktet Polymera och familjen småharkrankar. Inga underarter finns listade i Catalogue of Life.